# Scara lui Iacob

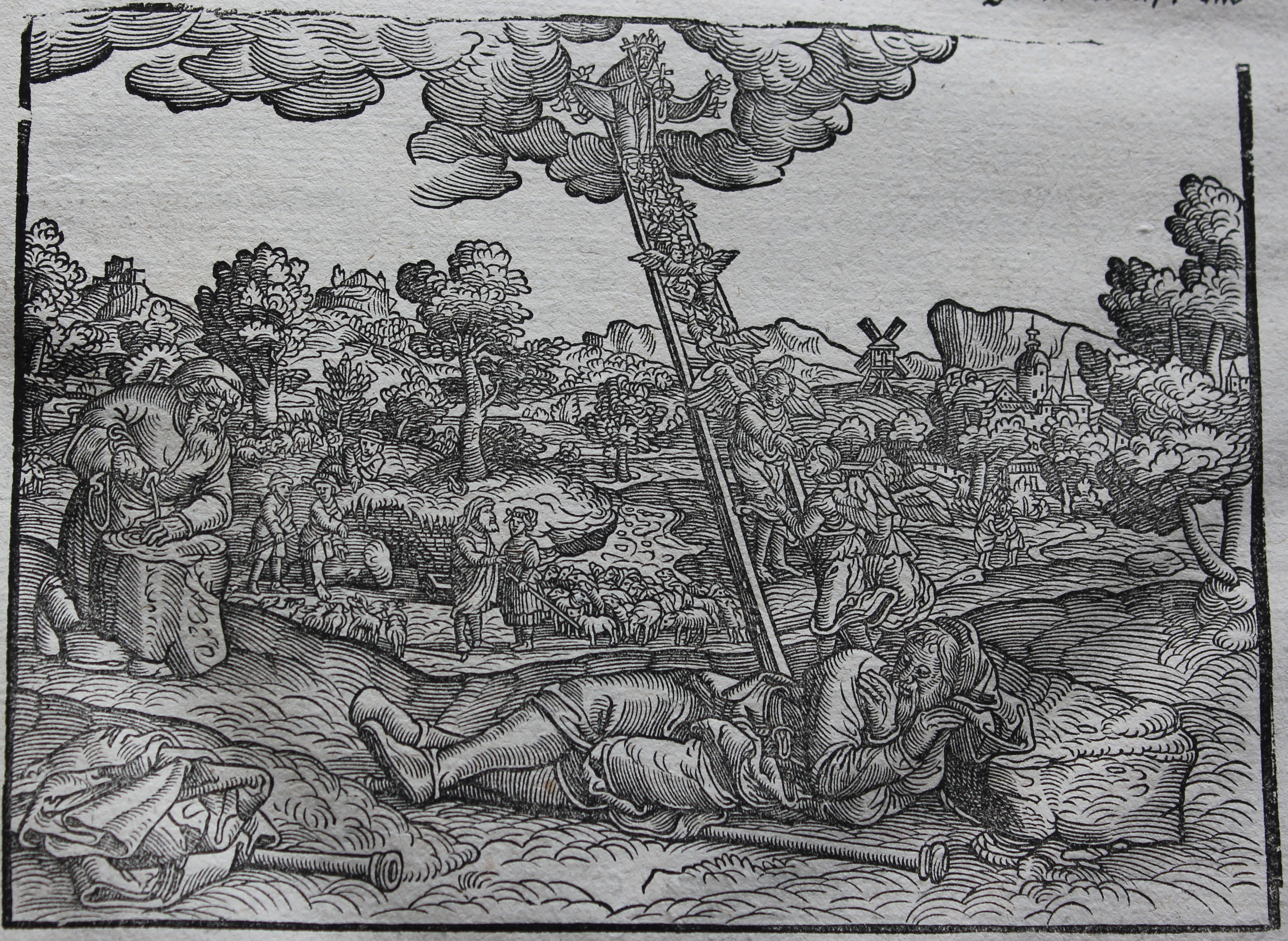
Imagine a Scării lui Iacob în Biblia Luther originală (din 1534 și, de asemenea, din 1545)

Scara lui Iacob (în ebraică סֻלָּם יַעֲקֹב Sūllām Ya‘aqōv) este o scară care duce la cer, ce a apărut într-un vis pe care patriarhul biblic Iacob l-a avut în timpul fugii sale de la fratele său Isav. Acest vis este prezentat în cartea biblică Geneza (Facerea) (capitolul 28).
Semnificația visului a fost dezbătută de cercetătorii biblici, dar majoritatea interpretărilor convin că visul l-a identificat pe Iacob cu poporul ales de Dumnezeu, așa cum se înțelege în religiile avraamice, și i-a indicat obligațiile și moștenirea pe care trebuie să le transmită urmașilor săi.

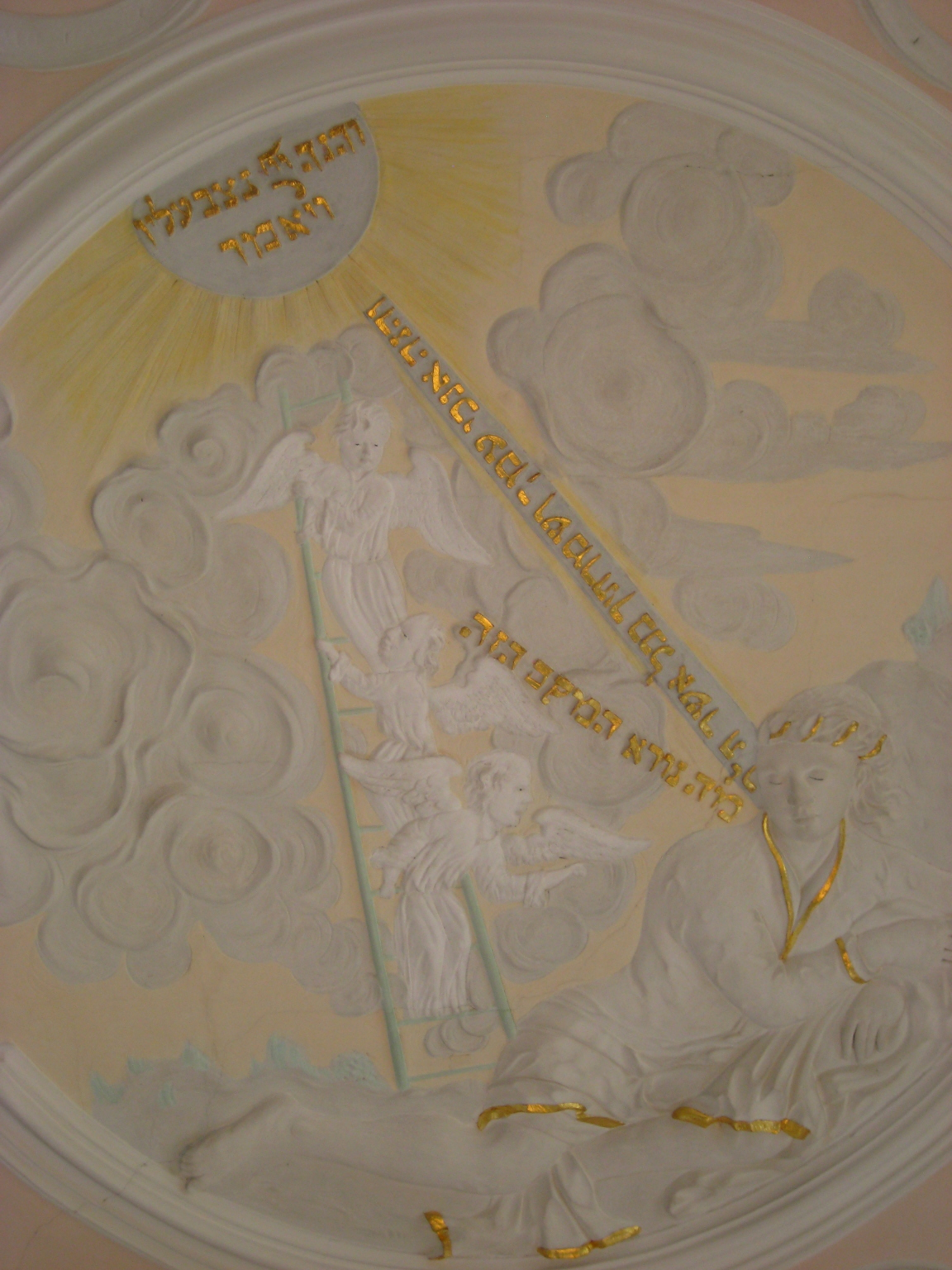
Scara lui Iacob așa cum este reprezentată în Primăria din Monheim. Textul ebraic aurit precizează următoarele: „Apoi s-a arătat Domnul în capul scării și i-a zis: «Iată, eu sunt cu tine și te voi păzi în orice cale vei merge.»” Iacob exclamă: „Cât de înfricoșător este locul acesta!”

## Narațiunea biblică
Descrierea scării lui Iacob apare în Facerea 28:10–19:
Iar Iacov ieșind din Beer Șeva, s-a dus în Haran. Ajungând însă la un loc, a rămas să doarmă acolo, căci asfințise soarele. Și luând una din pietrele locului aceluia și punându-și-o căpătâi, s-a culcat în locul acela. Și a visat că parcă era o scară, sprijinită pe pământ, iar cu vârful atingea cerul; iar îngerii lui Dumnezeu se suiau și se pogorau pe ea. Apoi s-a arătat Domnul în capul scării și i-a zis: «Eu sunt Domnul, Dumnezeul lui Avraam, tatăl tău, și Dumnezeul lui Isaac. Nu te teme! Pământul pe care dormi ți-l voi da ție și urmașilor tăi. Urmașii tăi vor fi mulți ca pulberea pământului și tu te vei întinde la apus și la răsărit, la miazănoapte și la miazăzi, și se vor binecuvânta întru tine și întru urmașii tăi toate neamurile pământului. Iată, eu sunt cu tine și te voi păzi în orice cale vei merge; te voi întoarce în pământul acesta și nu te voi lăsa până nu voi împlini toate câte ți-am spus». Iar când s-a deșteptat din somnul său, Iacov a zis: «Domnul e cu adevărat în locul acesta și eu n-am știut!» Și, spăimântându-se Iacov, a zis: «Cât de înfricoșător este locul acesta! Aceasta nu e alta fără numai casa lui Dumnezeu, aceasta e poarta cerului!»
— Facerea (Geneza) 28:10–17 Institutul Biblic și de Misiune Ortodoxă al Bisericii Ortodoxe Române (1968)
După aceea, Iacob a pus acelui loc numele „Betel”, care înseamnă literalmente „Casa lui Dumnezeu”.

## Iudaism

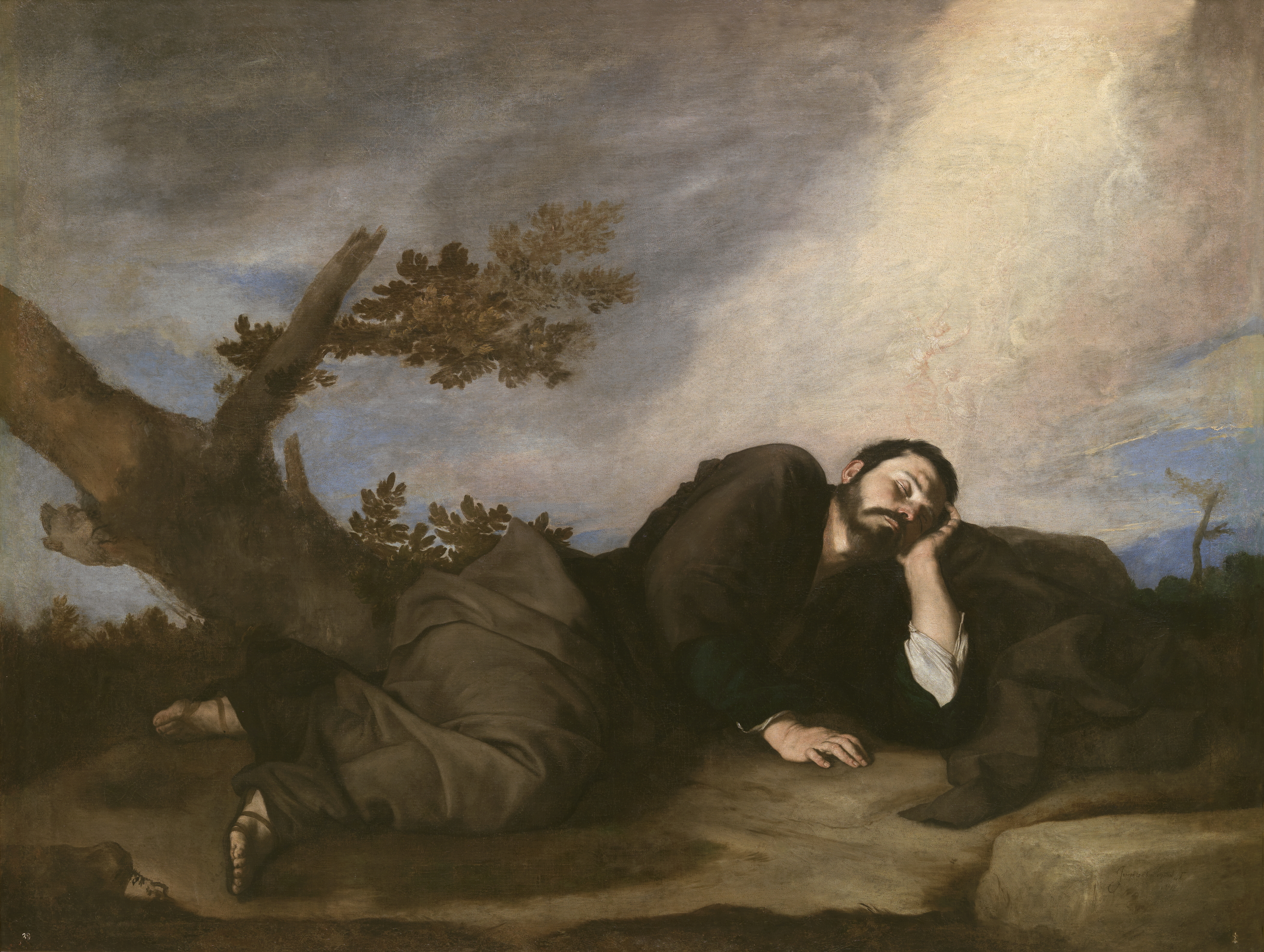
Visul lui Iacob (1639) de José de Ribera, la Muzeul Prado, Madrid

Comentariile clasice ale Torei oferă mai multe interpretări ale scării lui Iacob. Potrivit textului Midrash Genesis Rabbah, scara semnifică exilurile pe care le va îndura poporul evreu până la venirea lui Mesia. Mai întâi îngerul care reprezenta Exilul babilonian de 70 de ani a urcat „sus” 70 de trepte și apoi a căzut „jos”. Apoi îngerul care reprezenta exilul în Persia a urcat câteva trepte și a căzut, la fel ca și îngerul care reprezenta exilul în Grecia. Doar al patrulea înger, care a reprezentat exilul final la Roma / Edom (al cărui înger păzitor era însuși Isav), a continuat să urce tot mai sus în nori. Iacob se temea că urmașii săi nu vor fi eliberați niciodată de sub dominația lui Isav, dar Dumnezeu l-a asigurat că Edomul va cădea și el la Sfârșitul Zilelor.
O altă interpretare a scării susține ideea că îngerii mai întâi „au urcat” și apoi „au coborât”. Midrașul explică faptul că Iacob, ca om sfânt, a fost întotdeauna însoțit de îngeri. Când el a ajuns la granița țării Canaanului (viitoarea țară a poporului lui Israel), îngerii care au fost repartizați în Țara Sfântă s-au întors în Cer, iar îngerii repartizați în alte țări au coborât ca să-l întâlnească pe Iacob. Atunci când Iacob s-a întors în Canaan, a fost întâmpinat de îngerii care au fost repartizați în Țara Sfântă.
O altă interpretare este următoarea: locul în care Iacob a poposit peste noapte era în realitate Muntele Moriah, unde a fost construit ulterior Templul din Ierusalim. Scara semnifică, prin urmare, „podul” între Cer și pământ, deoarece rugăciunile și sacrificiile oferite în Templul Sfânt au consolidat o legătură între Dumnezeu și poporul evreu. Mai mult, scara face aluzie la dăruirea Torei, ceea ce constituie o altă legătură între cer și pământ. În această interpretare, este de menționat, de asemenea, faptul că termenul ebraic pentru scară, sulam (סלם), și numele muntelui pe care Dumnezeu i-a dat Tora profetului Moise, Sinai (סיני) au aceeași gematrie (valoarea numerică a literelor).
Filosoful evreu elenist Philon, născut în Alexandria și decedat în jurul anului 50 d.Hr., include o interpretare alegorică a scării în prima carte a tratatului teologic De somniis. Acolo el propune patru interpretări, care nu se exclud reciproc:
- Îngerii reprezintă sufletele care ies și intră în corpuri (unii cercetători consideră că aceasta este cea mai clară aluzie a lui Philon la doctrina reîncarnării).
- În a doua interpretare scara este sufletul uman, iar îngerii sunt logosul lui Dumnezeu, care coboară din milă și trage sufletul aflat în primejdie.
- În cea de-a treia perspectivă visul descrie suișurile și coborâșurile vieții „practicantului” (viața virtuoasă vs. viața în păcat).
- În cea din urmă interpretare îngerii personifică activitățile în continuă schimbare ale oamenilor.

Povestea scării lui Iacob a fost utilizată, la scurt timp după distrugerea celui de-al Doilea Templu în Asediul Ierusalimului (70 d.Hr.), ca bază a lucrării pseudepigrafice Scara lui Iacob. Această scriere, păstrată numai în slavona bisericească veche, interpretează viețile patriarhilor biblici în contextul misticismului evreiesc Merkabah.
Un vârf de deal care oferă o panoramă asupra așezării israeliene Beit El, aflate la nord de Ierusalim, despre care unele persoane cred că ar fi locul visului lui Iacob, este o destinație turistică populară în timpul vacanței de Sucot.

## Creștinism

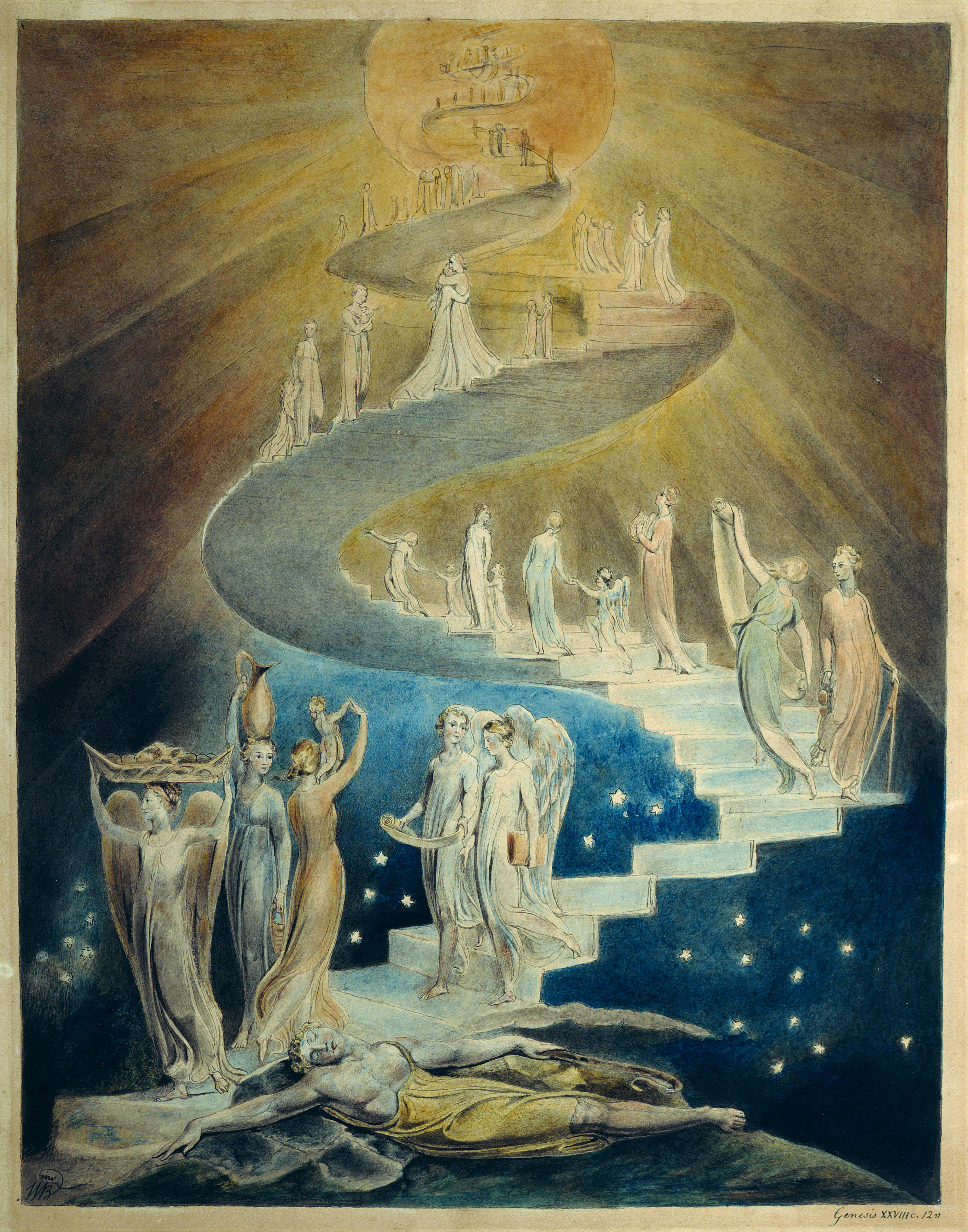
Visul lui Iacob de William Blake (c. 1805, British Museum, Londra)

Isus a spus în Ioan 1:51 „Și i-a zis: Adevărat, adevărat zic vouă, de acum veți vedea cerul deschizându-se și pe îngerii lui Dumnezeu suindu-se și coborându-se peste Fiul Omului”. Această declarație a fost interpretată ca o asociere sau implicare a lui Isus cu scara mitică, în sensul că Hristos acoperă spațiul gol dintre Cer și Pământ. Isus se prezintă pe sine ca realitatea către care se îndreaptă scara; așa cum Iacob a văzut într-un vis reunirea Cerului cu Pământul, Isus a transpus această reunire - scara metaforică - în fapt. Adam Clarke, un teolog metodist de la începutul secolului al XIX-lea și cercetător al Bibliei, dezvoltă astfel această idee:
Prin îngerii lui Dumnezeu care urcă și coboară trebuie să se înțeleagă nașterea acum a unei relații perpetue între cer și pământ, prin mijlocirea lui Hristos, care a fost manifestarea lui Dumnezeu în trup. Binecuvântatul nostru Domn este reprezentat în calitatea sa mijlocitoare de ambasador al lui Dumnezeu în fața oamenilor, iar îngerii care urcă și coboară asupra Fiului Omului constituie o metaforă care are la bază obiceiul de a trimite curieri sau mesageri de la principe către ambasadorul său la o curte străină și de la ambasador înapoi către principe.
Tema unei scări către cer apare adesea în scrierile Părinților Bisericii. Astfel, Irineu de Lyon a descris în secolul al II-lea Biserica Creștină ca „scara de urcare la Dumnezeu”.
În secolul al III-lea, Origene a explicat că există două scări în viața unui creștin, scara ascetică pe care sufletul o urcă pe pământ, prin - și având ca efect - sporirea virtuților și călătoria sufletului după moarte, urcând către ceruri în căutarea luminii lui Dumnezeu.
În secolul al IV-lea episcopul Grigore de Nazianz a vorbit despre urcarea Scării lui Iacob prin pași succesivi către perfecțiune, interpretând scara ca pe o cale ascetică, în timp ce teologul Grigore de Nyssa povestește că Moise a urcat pe Scara lui Iacob pentru a ajunge în Ceruri unde a intrat în tabernacolul nefăcut de mâini omenești, dând astfel scării un înțeles mistic clar. O interpretare ascetică se regăsește și în scrierile arhiepiscopului Ioan Gură de Aur:
Și așa urcând ca pe trepte, să ajungem în cer pe o scară a lui Iacob. Căci scara mi se pare că semnifică în acea viziune enigmatică ascensiunea treptată prin virtute, prin care este posibil ca noi să urcăm de la pământ la cer, nu cu pași fizici, ci prin îmbunătățirea și corectarea moravurilor.
Scara lui Iacob, ca o analogie a urcușului spiritual al ascetului, a avut o mare influență în gândirea teologică datorită lucrării clasice Scara Raiului a lui Ioan Scărarul.

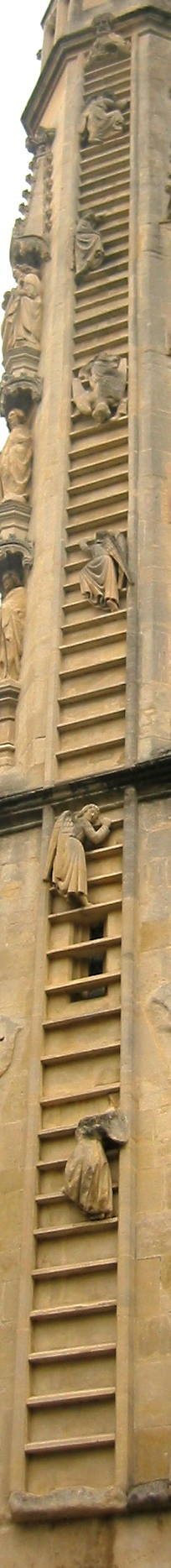
Îngerii urcă pe Scara lui Iacob de pe fațada de vest a Abației Bath.

Scara lui Iacob este reprezentată pe fațada Abației Bath din Anglia, cu îngeri urcând și coborând scările de pe ambele părți ale ferestrei principale de pe latura de vest.

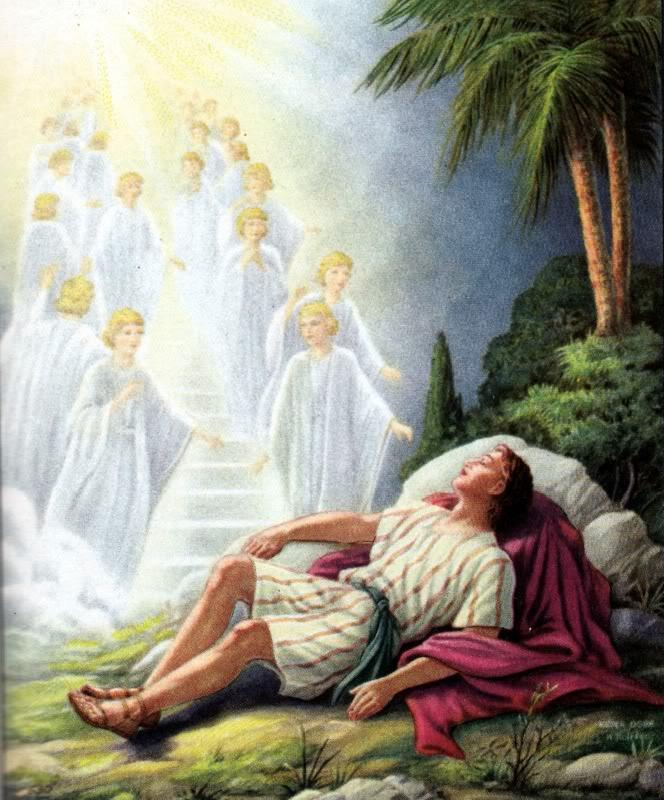
Scara lui Iacob, c. 1925, ilustrație dintr-o carte americană de povești biblice pentru copii
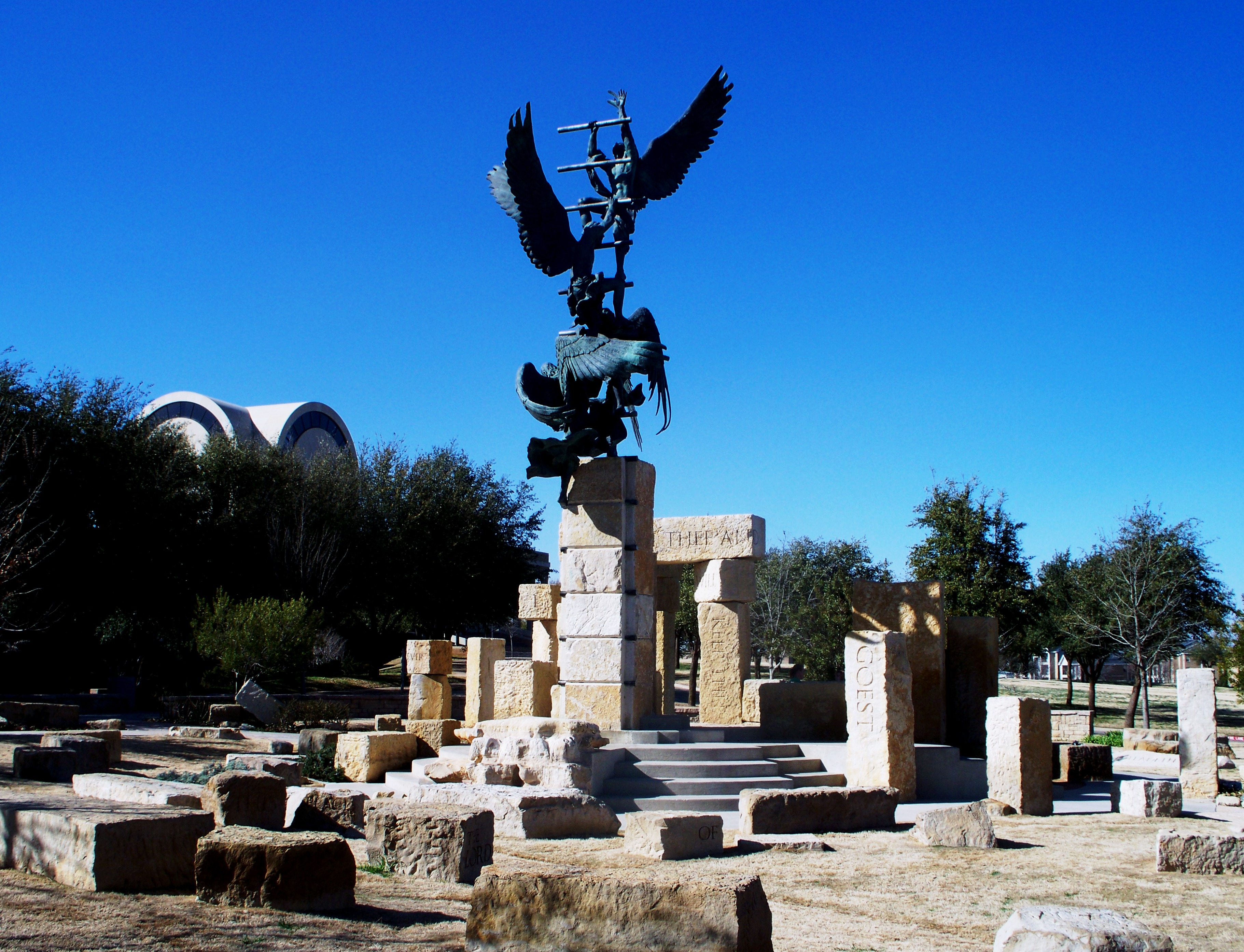
Opera de artă Visul lui Iacob din campusul Universității Creștine Abilene

## Islam
În Islam, Iacob (în arabă يَعْقُوب, transliterat: Yaʿqūb) este venerat ca profet și patriarh. Teologii musulmani au trasat o paralelă între viziunea scării pe care a avut-o Iacob și călătoria miraculoasă a lui Mahomed cunoscută sub numele de Mi'raj. Scara lui Iacob a fost interpretată ca fiind unul dintre numeroasele simboluri ale lui Dumnezeu, iar mulți teologi musulmani consideră că scara lui Iacob reprezintă în forma sa esența Islamului, care este urmarea „căii drepte”. Savantul Martin Lings din secolul al XX-lea a descris astfel semnificația scării în perspectiva mistică islamică:
Scara Universului creat este scara care i-a apărut în vis lui Iacob, care a văzut-o întinzându-se de la Cer către pământ, cu Îngeri urcând și coborând pe ea; ea este, de asemenea, „calea dreaptă”, pentru că, într-adevăr, calea religiei nu este alta decât calea creației însăși, reconstituită de la sfârșitul său până la Începutul său.